# 1166

## Догађаји
- Византијски цар Манојло I Комнин тражи од Венеције да помогне у плаћању трошкова одбране Сицилије, чији су нормански владари имали добре односе са Венецијом. Дуж Витале II Михаило одбија да плати тражену субвенцију. Манојло почиње да негује односе са главним трговинским ривалима Венеције: Ђеновом и Пизом. Додељује им сопствене трговачке четврти у Цариграду, веома близу млетачких насеља.
- Стефан Немања, након што је победио свог брата Тихомира, кога је подржавала Византија остварио је дуго жељену независност Кнежевине Србије. Његова победа је уследила након склапања савеза са угарским краљем и локалним старешинама. Овај догађај означио је почетак династије Немањића и први корак ка стабилној српској држави.
- 7. мај – Краљ Вилијам I од Сицилије умире у Палерму након 12-годишње владавине. Наслеђује га дванаестогодишњи син Вилијам II („Добри“), чија ће мајка, Маргарета Наварска, бити регенткиња док не постане пунолетан.
- 5. јул – Град Бад Клајнкирхајм (у модерној Аустрији) први пут се помиње у црквеном документу, у којем надбискуп Конрад II од Салцбурга потврђује донацију капеле, у близини опатије Милштат.
- Јесен – Цар Светог римског царства Фридрих Барбароса започиње своју четврту италијанску кампању, надајући се да ће осигурати право антипапе Пасхала III у Риму и крунисање његове супруге Беатрисе I, грофице од Бургундије, за царицу Светог римског царства.
- Мјешко III Стари проглашава пруски крсташки рат против пагана и врши притисак на сарадњу Фридриха I. Оставља Велику Пољску у рукама свог млађег брата Казимира II Праведног.
- Хенрик Лав, војвода од Саксоније, даје да се направи Брауншвишки лав у замку Данквардероде у Брауншвајгу (данашња Немачка).
- Лето – Хенри II од Енглеске напада и осваја Бретању како би казнио локалне бретонске бароне. Он додељује територију свом седмогодишњем сину Џефрију.
- Хенри II доноси Поротни закон у Кларендону, реформишући енглеско право, што је утицало на развој поротничког суђења у земљама обичајног права широм света.
- Муирхертах Мак Лохлен, високи краљ Ирске, је убијен. Наследио га је Руаидри Уа Конхобаир, краљ Конахта, који је у бици победио Диармејда мак Мурчаду (или Дермота, још једног владара у источној Ирској). Диармејд је прогнан и одлази у Нормандију и на двор краља Хенрија II од Енглеске да затражи помоћ у поновном освајању свог краљевства. Хенри му даје дозволу да пронађе вољну војску из Енглеске или Велса. Ричард де Клер, други гроф од Пембрука („Стронгбоу“) и његова полубраћа Роберт ФицСтивен и Морис ФицЏералд, лорд од Ланстефана, пристају да помогну Диармејду мак Мурчади у замену за руку Диармејдове ћерке.

## Рођења
- 24. децембар — Јован без Земље, енглески краљ (†1216)

## Смрти
- Константин Анђел

- Вилијам I Сицилијански

- Теодор Продром Млађи

- Хенрик Сандомјешки